# オモシロ学問人生
『オモシロ学問人生』（- がくもんじんせい）は、1997年4月1日から2000年3月15日までNHK総合テレビジョンで放送されたNHK大阪放送局制作の教養番組である。

## 概要
専門家のユニークな研究を酒井ゆきえがレポートする。
放送ライブラリーでは1997年4月1日と1998年4月28日の各放送回が公開されている。

## 放送時間
| 期間                         | 放送時間            |
| ---------------------------- | ------------------- |
| 1997年4月1日 - 1999年3月15日 | 火曜日 23:45 - 0:09 |
| 1999年4月7日 - 2000年3月15日 | 水曜日 23:45 - 0:09 |

## 出演者
- キャスター - 酒井ゆきえ
- ナレーション - 寺谷一紀

## 放送リスト
| 04月01日 | 酔っぱらいはなぜラーメンを食べたがるのか?  |
| 04月15日 | ダーウィンに反論 弱いものでも生き残れる!?  |
| 04月22日 | ヒトはなぜ“アッハッハ”と笑うのか?          |
| 04月29日 | コギャルファッションは体にイイ?            |
| 05月06日 | “だれかに似ている?似ていない?”を解き明かす |
| 05月20日 | 花粉から人類の歴史がワカル!?               |
| 05月27日 | あした宇宙人に会ったなら?                  |
| 06月3日  | どうすれば人を説得できるのか               |
| 06月10日 | “ボールが止まって見える”は本当か?          |
| 06月17日 | 来年のきょうは晴れか曇りか?                |
| 06月24日 | これでやる気がわいてくる!?                 |
| 07月01日 | だれでも美人になれる?                      |
| 07月08日 | ネコのルーツは毛並みで分かる!?             |
| 07月15日 | チョベリバ!若者語はこうして生まれる?       |
| 07月22日 | 宇宙空間に発電所をつくる!?                 |
| 07月29日 | ええっ、魚が性転換!?                       |
| 08月19日 | コンピュータ将棋は名人に勝てるか?          |
| 08月26日 | 指組み・腕組みで脳のタイプが分かる?        |
| 09月02日 | 不老は実現する!?                           |
| 09月09日 | 音痴は治るって本当!?                       |
| 09月23日 | 子育て上手はコトバで決まる!?               |
| 09月30日 | どんなに食べても太らない!?                 |
| 10月07日 | 細菌は超小型モーターで動く!?               |
| 10月14日 | 必殺美人返しの謎（なぞ）を追う!?           |
| 10月21日 | クモの糸は世界最強の繊維!?                 |
| 10月28日 | 伝統食品は天然の万能薬!?                   |
| 11月04日 | 寄生虫がアレルギーに効く!?                 |
| 11月11日 | 地球温暖化 解決の切り札はこれだ!?          |
| 11月18日 | ひとつ上の恋愛をしよう!?                   |
| 12月09日 | 小室サウンドには売れる秘密がある!?         |
| 12月16日 | 魚でチーズをつくる!?                       |

| 01月02日 | 初夢 オモシロ学問人生 アトムの夢はどこまで来たの? |
| 01月06日 | 神様は君のそばにいる!?                            |
| 01月13日 | 勝負強く生きるには?                               |
| 01月20日 | 植物は処世術の達人?                               |
| 02月03日 | “男らしさ”にさようなら?!                          |
| 02月24日 | 重力は生物を進化させる!?                          |
| 03月03日 | 砂糖で文化財を守る?                               |
| 03月17日 | オタクの世界をのぞいてみれば!?                    |
| 04月07日 | 子供のイライラ 食事が解決?                        |
| 04月14日 | 笑う門には健康来る                                |
| 04月21日 | 虫かごから世界が見える                            |
| 04月28日 | バクテリアが石油をつくる                          |
| 05月05日 | オシドリの夫婦も浮気する?                         |
| 05月12日 | 発見!“名曲は8月生まれ”の法則                      |
| 05月19日 | 花を見れば時刻が分かる                            |
| 05月26日 | サラリーマンよアマゾンに学べ!                     |
| 06月02日 | フィールドワークで常識を疑え                      |
| 06月09日 | アジア人はどこから来たのか?                       |
| 06月16日 | 感情を理解するコンピューター                      |
| 06月23日 | なぜ人間の男は子育てするのか?                     |
| 07月07日 | こんな課長が会社を変える                          |
| 07月14日 | 耳を澄ませば“音の風景＂が見える!?                 |
| 07月21日 | 最強の格闘技は相撲!?                              |
| 07月28日 | 少年の日の海を未来へ                              |
| 08月25日 | だじゃれ・コミュニケーション                      |
| 09月01日 | 黄金の国ジパングはよみがえる                      |
| 09月08日 | “もののけ”が今よみがえる                          |
| 09月22日 | アリの世界はニオイがすべて                        |
| 09月29日 | カエルは鼻で池にかえる                            |
| 10月06日 | 男のオシャレの基本は“ダンディー”                  |
| 10月13日 | 漫画で説くごみ減量                                |
| 10月20日 | 植物とおしゃべりできる?                           |
| 10月27日 | コウモリの引っ越し手伝います                      |
| 11月03日 | ブーメランは考える武器だ!                         |
| 11月10日 | 騒音を心理学する                                  |
| 11月17日 | 人間は宇宙人になれる?                             |
| 11月24日 | 人間の舌を超えた味覚センサー                      |
| 12月01日 | 風呂（ふろ）の起源はエクスタシー                  |

| 01月05日 | 水でゆで卵ができる!?                     |
| 01月12日 | 方向音痴克服法                           |
| 01月19日 | うなずきで会話がはずむ                   |
| 01月26日 | トイレから古代が見える                   |
| 02月02日 | 声紋分析で英会話が上達!                  |
| 02月09日 | ユーモアは大発見に通ず!                  |
| 02月16日 | 思い出は心を映す鏡                       |
| 02月23日 | 人のからだは再生できる!?                 |
| 03月02日 | 顔は口ほどにモノを言う                   |
| 03月09日 | 縄文人はどんな夢を見たの?                |
| 03月16日 | 人にやさしい振動の秘密を探れ!            |
| 04月07日 | なぜナマズは地震を予知する?              |
| 04月14日 | ウサギの夫婦は遠距離恋愛?                |
| 04月21日 | 中国三千年の知恵が漢字を生んだ           |
| 04月28日 | シルバーシートは不要?                    |
| 05月05日 | 昼寝は三文の得!?                         |
| 05月12日 | 間違いだらけ?の恐竜像                    |
| 05月19日 | 金属で寿命がのびる?                      |
| 05月26日 | なぜ受験戦争はなくならないの?            |
| 06月02日 | トビケラで川の元気がわかる!              |
| 06月09日 | 体内時計を知れば健康になれる             |
| 06月16日 | 目玉模様で進化をさぐる                   |
| 06月23日 | 1ミリの石から地球がわかる                |
| 06月30日 | 縄文人は太平洋を渡った?                  |
| 07月07日 | 日本建築は地震に強い!?                   |
| 07月14日 | 木炭で地球をきれいにする                 |
| 07月21日 | ホタルの光で世界を照らす                 |
| 07月28日 | トビケラで川の元気がわかる!              |
| 08月04日 | 間違いだらけ?の恐竜像                    |
| 08月25日 | 知れば知るほど魅力的                     |
| 09月01日 | プロ野球好きのパパのための簡単ダイエット |
| 09月08日 | 発見!金（きん）をためる植物              |
| 09月22日 | 君にも造れる!ダイヤモンド                |
| 09月29日 | モアイ復活は天平の技術に学べ!            |
| 10月06日 | 我が愛するアインシュタイン               |
| 10月13日 | 色で世の中見えてくる?!                   |
| 10月20日 | アベック観察で理想の公園ができる         |
| 10月27日 | ガラスの球でがん治療を                   |
| 11月10日 | 馬具が語る古代の職人気質                 |
| 11月17日 | 土は古代のデータベース                   |
| 11月24日 | ＂絵解き＂をすれば庶民の心がみえる       |
| 12月01日 | 我こそは大アホウドリ                     |
| 12月08日 | お化け屋敷は究極の遊び場!?               |
| 12月16日 | マリモはどうして丸いのか?                |

| 01月05日  | シマ模様にだまされるな         |
| 01月12日  | 木がプラスチックになる!?       |
| 01月19日  | “なま水”が長寿の秘訣（けつ）?! |
| 01月26日  | 血圧のリズムは太陽のリズム!?   |
| 02月02日  | 宇宙トレーニングで五輪に勝つ?  |
| 02月09日  | 街に古代の森をつくる!          |
| 02月016日 | 常識は本当?弥生のコメ作り      |
| 02月23日  | 年輪が日本史を書きかえる?      |
| 03月01日  | 食べ物の好き嫌いはなぜあるの?  |
| 03月08日  | ヤギは地球を救う!              |
| 03月015日 | イモリのしっぽが学問を生む     |